# Rivière des Cinq Milles
La rivière des Cinq Milles (anglais : Fivemile Brook) est un cours d'eau qui se jette dans la  Grande rivière Noire dans Kamouraska au Québec (Canada) et dans le comté d'Aroostook au Maine (États-Unis).

## Toponymie
Le toponyme rivière des Cinq Milles a été officialisé le 17 août 1978 à la Commission de toponymie du Québec.